# Kaspar Göldli
Kaspar Göldli (* 1468; † 1542 in Rapperswil SG) war ein Schweizer Militärführer.

## Leben
Göldli war ein Sohn des Zürcher Bürgermeisters und Tagsatzungsabgeordneten Heinrich Göldli (1457–1514) und dessen Ehefrau Barbara, geb. Peyer von Freudenfeld. Sein Bruder war der Militär und Politiker Georg Göldli. 
Kaspar Göldli diente um 1487 zeitweilig als ungarischer Kämmerer am Mailänder Hof und gab sich dabei als Sohn des ungarischen Gesandten aus. 1499 war er Hauptmann des Zürcher Fähnleins in der Schlacht bei Frastanz sowie beim zweiten Vinschgauerzug und in der Schlacht bei Dornach. Am 20. Dezember 1501 erneuerte er sein Zürcher Bürgerrecht, das er wegen seiner Söldnerdienste in der Lombardei verloren hatte. Er war von 1506 bis 1511 und von 1516 bis 1523 Mitglied des Baptistalrats sowie von 1506 bis 1510 und von 1516 bis 1522 Reichsvogt. In den Jahren von 1510 bis 1516 spielte er als Kapitän von Lugano eine zweifelhafte Rolle. 1514 wurde er erster eidgenössischer Landvogt von Lugano. 1521 wurde er Kommandant des Zürcher Fähnleins im Leinlackenkrieg, wobei er vom Papst mit der Ritterwürde ausgezeichnet wurde. 1523 wurde er Zeugherr und Pfleger des Predigerklosters in Zürich. Im gleichen Jahr war er mit seinem Sohn Heinrich Göldli in den Soldprozess des Konrad Hegner verwickelt, konnte aber nach Rapperswil flüchten. Nach endgültiger Lösung seiner Beziehungen zu Zürich erwarb er 1525 das Bürgerrecht von Rapperswil. Auf katholischer Seite nahm er 1531 an der Schlacht bei Kappel teil.

## Familie
Kaspar Göldli war in erster Ehe mit Ursula von Breitenlandenberg, in zweiter Ehe mit Kunigunde von Stadion verheiratet.